# 제임스 리바인
제임스 리바인(영어: James Lawrence Levine, 1943년 6월 23일 ~ 2021년 3월 9일)은 미국의 피아노 연주자이자 지휘자이다. 메트로폴리탄 오페라의 음악 감독직을 1976년부터 40년간 맡은 것으로 유명하다. 2018년 3월 12일에 성범죄 의혹으로 사임하였으나, 본인은 의혹을 부인하였다.

## 사건
2017년 현재 48세가 되는 남성이 레이크포리스트 경찰에 그에게 성적 학대를 받았다고 기소한 전말을 뉴욕 포스트가 보도하였다. 이 일은 그가 시카고 교외 라비니아 음악제에서 객원 지휘자로 활동하였던 1985년에서 1993년까지 계속되어 남자는 자살 위기에 놓였다고 주장하였다. 그 당시 고소인은 음악가 지망생으로 뉴욕에서의 오디션에 초청한 후 성적 실험에 참여하도록 조장하였는데, 경제적으로 어려움이 있을 때 5만 달러를 주었다는 이야기도 덧붙였다. 메트로폴리탄 오페라의 총 지배인은 2016년에 그의 성추행 의혹을 알고 있었지만 그가 혐의를 부인하고 있었다고 말도 전하였다. 일리노이 주의 출소 기한 법에 따르면 이미 공소 시효가 지나 형사 책임을 묻지는 못하지만 레이크포리스트 경찰은 수사 결과를 주 검찰 당국에 보냈다고 하였다.